# Ordtrachia grandis
Ordtrachia grandis är en snäckart som beskrevs av Alan Solem 1984. Ordtrachia grandis ingår i släktet Ordtrachia och familjen Camaenidae. Inga underarter finns listade i Catalogue of Life.